# Sebastián Castella (paso doble)
 (août 2025).
Si vous disposez d'ouvrages ou d'articles de référence ou si vous connaissez des sites web de qualité traitant du thème abordé ici, merci de compléter l'article en donnant les références utiles à sa vérifiabilité et en les liant à la section « Notes et références ».
Pour les articles homonymes, voir Sebastián Castella et Castella.
Sebastián Castella (en français Sébastien Castella) est un paso doble taurin composé par Abel Moreno en 2000 et dédié au matador du même nom.

## Présentation
Abel Moreno et sans doute le compositeur le plus prolifique de paso dobles taurins. Il a également composé un morceau à la gloire de Jesulín de Ubrique qui porte le nom du matador : Jesulín de Ubrique ainsi qu'un paso doble pour El Juli et un à la gloire de Paco Ojeda.
La plupart des paso dobles actuellement composés portent le nom d'un torero comme le montre cette compilation .